# Chionachne
Chionachne R.Br. é um género botânico pertencente à família Poaceae, subfamília Panicoideae, tribo Andropogoneae.
Suas espécies ocorrem na Ásia, Australásia e Pacífico.

## Espécies
- Chionachne barbata (Roxb.) Benth.
- Chionachne biaurita Hack.
- Chionachne cyathopoda (F. Muell.) F. Muell. ex Benth.
- Chionachne hubbardiana Henrard
- Chionachne javanica (Henrard) Clayton
- Chionachne koenigii (Spreng.) Thwaites & Hook.f.
- Chionachne macrophylla (Benth.) Clayton
- Chionachne massiei Balansa
- Chionachne sclerachne F.M. Bailey
- Chionachne semiteres (Benth. ex Stapf) Henrard
- Chionachne wightii Munro ex Benth. & Hook.f.